# لابان

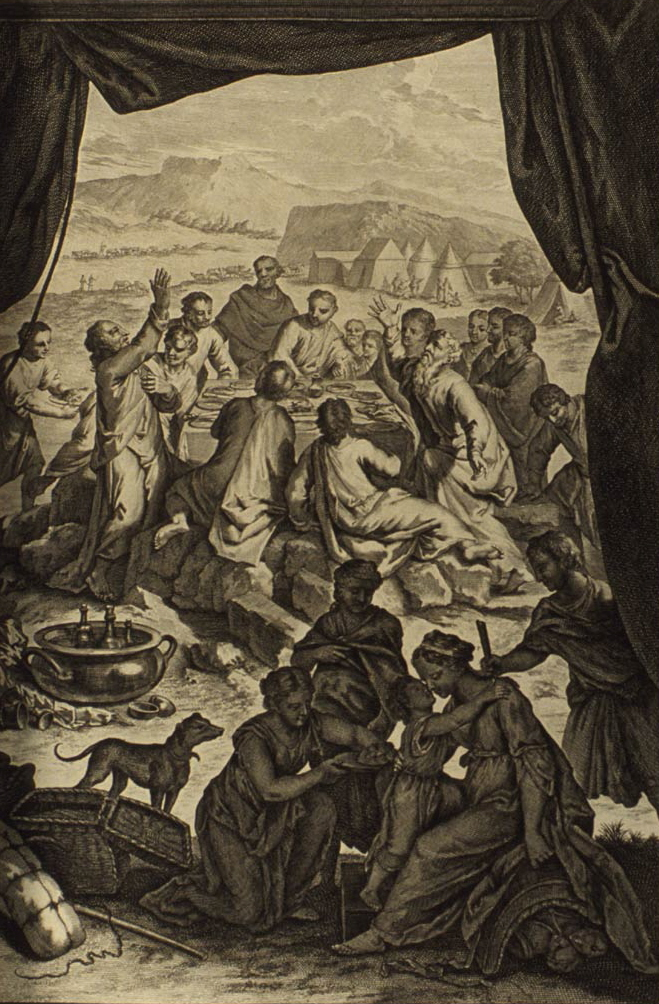
لابان و یعقوب ۳۱:۴۴–۵۴

لابان (عبری: לָבָן، نوین: Lavan، طبریه‌ای: Lāḇān، "سفید") پسر بتودل، برادر رفقه آن طور که در سفر پیدایش وصف شده‌است. طبق آن، او برادر زن اسحاق و پدر زن و دایی یعقوب بود.
لابان در کتاب مقدس، نام دایی یعقوب، که دو دختر به نام‌های لیه و راحیل داشت. لابان قول همسری راحیل را در ازای هفت سال کار به یعقوب داده بود؛ اما حیله کرد و لیه را به او داد. یعقوب هفت سال دیگر نیز برای او کار کرد تا راحیل را به زنی گرفت.
شماری از نقاشان اروپایی لابان را در ارتباط با یعقوب به تصویر کشیده‌اند؛ از جمله: تربروگن، کلود لورن.